# We Came as Romans
We Came as Romans is een Amerikaanse metalcoreband afkomstig uit Detroit, Michigan.

## Biografie
De band werd in 2005 opgericht door Sean N. Zelda, David Stephens, Jonny Nabors, Mark Myatt en Joshua Moore. Zij waren toen nog hogerejaars op de middelbare school. Initieel noemde zij de band This Emergency. In de eerste jaren speelde de band vooral op kleine gelegenheden in de metropoolregio Detroit. In de zomer van 2006 werd de band hernoemd naar We Came As Romans.  De band had toen al een hoop personele veranderingen doorgemaakt. Bassist Nabors werd vervangen door Sean Daly en Zelda werd als vocalist vervangen door Larry Clark. Die laatste verliet de band dan weer in 2007, waarna hij op zijn beurt weer vervangen werd door Chris Moore. Toen ook hij de band weer verliet en vervangen was door Kyle Pavone, was hun eerste EP, Demonstrations al digitaal uitgebracht. De band distribueerde het album volledig zelfstandig. Ter promotie van de EP toerde de band midden 2008 met Close to Home voor de V-Neck & Shaved Chest Tour. Op 12 december van datzelfde jaar bracht de band haar tweede, door Joey Sturgis geproduceerde, EP, Dreams, uit. 
Op 3 november 2009 bracht de band dan haar debuutalbum, To Plant a Seed tour, waarvoor de band ter promotie excessief tourde. In november met Oh, Sleeper en The Chariot voor hun co-headlining Here a tour, there a tour, everywhere a tour tour en in december met onder andere I See Stars en Of Mice & Men voor de Leave It to the Suits Tour. Op 11 mei bracht de band haar eerste videoclip uit, voor de titelsong To Plant a Seed. De band was toen in Europa, waar ze tijdens de Scream It Like You Mean It 2011 Tour het podium deelde met The Word Alive, This or the Apocalypse en Miss May I. Het tweede album van de band, Understanding What We've Grown to Be, werd opgenomen voor de Vans Warped Tour van 2011 en werd even daarna op 13 september met de wereld gedeeld. Ter promotie ging de band mee met bands als Falling in Reverse en Sleeping With Sirens voor de Take A Picture, It Will Last Longer Tour.
Begin 2012 was de band headliner op de Macbeth Footwear and Keep a Breast tour, die de band door Europa voerde, waarna ze in in de lente door Noord-Amerika tourde met bands als Blessthefall, Woe, Is Me en The Color Morale. Na een jaar lang toeren eindigde de band met tours in Rusland en Zuid-Amerika, waar ze het voorprogramma waren voor August Burns Red. Op 23 juni 2013 bracht de band haar derde album Tracing Back Roots uit. Die zomer waren ze wederom te zien op de Warped Tour. Op 26 november kondigde gitarist Joshua Moore aan dat hij een exclusief sponsorcontract had getekend met Ibanez, waarna de band in december toerde met Chiodos en Sleepwave. Aan het einde van het jaar werd de band door label Equal Vision een onderscheiding gepresenteerd van Billboard. Het laatste album had een eerste plek behaald in de hitlijsten voor zowel Hard Rock als onafhankelijke albums, een tweede plaats in de Rock hitlijsten en een achtste plaats in de Billboard 200.
In het daaropvolgende jaar deed de band het wat rustiger aan. Op 24 juli bracht de band haar zelf-getitelde vierde studioalbum uit. Ter promotie was de band in 2015 wederom te zien tijdens de Warped Tour. Hierna richtten sommige bandleden zich op een alternatief project, Crucible, waarmee ze op 7 november 2015 een EP uitbrachten. In de zomer van 2016 was de band het voorprogramma van Parkway Drive voor de Noord-Amerikaanse tak van hun wereldtournee.
Op 4 oktober 2017 kondigde drummer Eric Choi aan er, na 10 jaar in de band gezeten te hebben een punt achter te zetten. Hij werd vervangen door David Pucket. Op 20 oktober bracht de band haar vijfde album Cold Like War uit; het eerste album zonder Choi en het eerste album dat niet via Equal Vision werd gedistribueerd. Ter promotie toerde de band eind 2017 voor de Rage on Stage Tour met bands als Escape the Fate, The Word Alive en I Prevail en begin 2018 voor de Cold Like War Tour met The Plot in You, Oceans Ate Alaska, Currents en Tempting Fate. In april trok de band vervolgens naar Europa, wederom met The Plot in You en ditmaal ook Polaris.
Op 25 augustus maakte de band bekend dat zanger Kyle Pavone was overleden aan de gevolgen van een ongeplande drug overdosis. De band kondigde aan Pavone niet te vervangen. Ook zette de band een foundation op in zijn naam, die ze op een reeds geplande tour met Bullet for My Valentine en Bad Omens die herfst actief promoten. In de lente van 2019 toerde de band als mede-hoofdprogramma met Crown the Empire, ERRA en SHVPES.
Op 29 september 2019 bracht de band de eerste twee singles voor haar nieuwe album uit.

## Bezetting
Huidige leden
- Joshua Moore –  leidende gitaar, achtergrondzang (2005–heden)
- Dave Stephens – niet-schone vocals (2006–heden), schone vocals (2012–heden), slaggitaar, achtergrondzang (2005–06), keyboard, synthesizers (2005–08, 2018–heden)
- Lou Cotton – slaggitaar (2006–heden)
- Andy Glass – bas, achtergrondzang (2006–heden)
- David Puckett – drums, percussie (2017–heden)

Voormalige leden
- Jonny Nabors – bas, achtergrondzang (2005)
- Sean E. Daly – bas, achtergrondzang (2005–06)
- Sean N. Zelda – drums, achtergrondzang (2005–06)
- Mark Myatt – vocals (2005–06)
- Larry Clark – vocals (2006–07)
- Chris Moore – schone vocals, keyboards, synthesizers (2007–08)
- Eric Choi – drums, percussie (2006–16)
- Kyle Pavone – schone vocals, keyboards, synthesizers (2008–18)

Tijdlijn

## Discografie
Studioalbums
- To Plant a Seed (2009)
- Understanding What We've Grown to Be (2011)
- Tracing Back Roots (2013)
- We Came As Romans (2015)
- Cold Like War (2017)

Ep's
- Dreams (2008)
- Demonstrations (2008)

## Videografie
| Nummer                                            | Jaar | Director                   | Album                                           |
| ------------------------------------------------- | ---- | -------------------------- | ----------------------------------------------- |
| Roads That Don't End and Views That Never Cease   | 2009 | Aaron Marsh & Austin Saya  | To Plant a Seed                                 |
| Broken Statues                                    | 2009 | Aaron Marsh & Austin Saya  | To Plant a Seed                                 |
| To Plant a Seed                                   | 2010 | Scott Hansen               | To Plant a Seed                                 |
| To Move On Is To Grow                             | 2010 | Dan Dobi                   | To Move On Is To Grow (Single)                  |
| Mis//Understanding (en vivo desde el Warped Tour) | 2011 | Cole Dabney                | Understanding What We've Grown To Be            |
| Mis//Understanding                                | 2011 | Travis Kopach              | Understanding What We've Grown To Be            |
| Just Keep Breathing                               | 2011 | Travis Kopach              | Understanding What We've Grown To Be            |
| What I Wished I Never Had                         | 2012 | Cole Dabney                | Understanding What We've Grown To Be            |
| Understanding What We've Grown to Be              | 2012 | Travis Kopach              | Understanding What We've Grown To Be            |
| A War Inside                                      | 2012 | Cole Dabney                | Understanding What We've Grown To Be            |
| Glad You Came (The Wanted cover)                  | 2012 | Justyn Moro                | Punk Goes Pop 5                                 |
| Hope                                              | 2013 | Dan Kennedy & Rasa Acharya | Tracing Back Roots                              |
| Fade Away                                         | 2013 | Dan Kennedy & Rasa Acharya | Tracing Back Roots                              |
| Tracing Back Roots (en vivo desde el Warped Tour) | 2013 | Joel Pilotte               | Tracing Back Roots                              |
| Never Let Me Go                                   | 2013 | Dan Dobi                   | Tracing Back Roots                              |
| Ghosts                                            | 2014 | Carlo Oppermann            | Tracing Back Roots                              |
| I Knew You Were Trouble (Taylor Swift cover)      | 2014 | Dan Centrone               | Punk Goes Pop 6                                 |
| Regenerate                                        | 2015 | Natham Williams            | We Came As Romans                               |
| The World I Used to Know                          | 2015 | Natham Williams            | We Came As Romans                               |
| "Who will pray?"                                  | 2015 | Sam Schneider              | We Came As Romans                               |
| "Memories"                                        | 2015 | Sam Schneider              | We Came As Romans                               |
| "Cold Like War"                                   | 2017 | Orie McGiness              | Cold Like War                                   |
| "Lost in the Moment"                              | 2017 | Orie McGiness              | Cold Like War                                   |
| "Foreign Fire"                                    | 2017 | Orie McGiness              | Cold Like War                                   |
| "Carry the Weight"                                | 2019 | Orie McGiness              | Carry the Weight / From the First Note (Single) |